# اس‌اف-۲۵ فالک
اس‌اف-۲۵ فالک (به انگلیسی: Scheibe_Falke) یک هواگرد ملخ‌پیشین تک‌موتوره از نوع بادپر موتوردار ساخت شرکت Scheibe Aircraft GmbH است. هواگرد اس‌اف-۲۵ فالک نخستین پروازش را در ۱۹۶۳ میلادی انجام داد. در مجموع، تعداد ۱۲۰۰ فروند از این هواگرد ساخته شده‌است.